# Mark Barron
Mark Barron (Mobile, 27 ottobre 1989) è un giocatore di football americano statunitense che milita nel ruolo di linebacker per i Denver Broncos della National Football League (NFL). Fu scelto dai Tampa Bay Buccaneers come settimo assoluto del Draft NFL 2012. Al college ha giocato a football ad Alabama, venendo premiato due come All-American e vincendo due titoli nazionali.

## Carriera professionistica

### Tampa Bay Buccaneers
Il 26 aprile 2012, Mark Barron fu scelto come settimo assoluto dai Tampa Bay Buccaneers nel Draft NFL 2012. Il 21 luglio, il giocatore firmò con la franchigia un contratto quadriennale del valore di 14,5 milioni di dollari, tutti garantiti.
Il 9 settembre, giorno del debutto professionistico di Barron, i Bucs, guidati dal nuovo allenatore Greg Schiano, iniziarono con una vittoria per 16-10 in casa contro i Carolina Panthers, col giocatore che mise a segno 3 tackle. Nel turno successivo, i Bucs persero contro i New York Giants dopo essere stati in vantaggio di 14 punti. Barron tuttavia giocò bene mettendo a segno 10 tackle totali e due passaggi deviati. Nella settimana 4 Tampa Bay perse ancora contro i Washington Redskins con Barron che mise a referto 8 tackle e forzò un fumble. Dopo la settimana di pausa, i Bucs tornarono alla vittoria superando i Kansas City Chiefs con Mark che mise a segno il suo primo intercetto ai danni di Brady Quinn. La sua stagione da rookie si concluse con 89 tackle, un intercetto e un fumble forzato, giocando tutte le 16 gare della stagione come titolare.
Nella settimana tre della stagione 2013, Barron mise a segno un intercetto su Tom Brady ma i Bucs furono sconfitti dai New England Patriots. Il secondo intercetto stagionale lo fece registrare la settimana 9 contro i Seattle Seahawks, in cui guidò anche i Bucs con 11 tackle. La sua seconda annata si concluse come la precedente con 88 tackle, oltre a 2 sack e 2 intercetti in 14 presenze, tutte come titolare.

### St. Louis/Los Angeles Rams
Il 28 ottobre 2014, Barron fu scambiato con i St. Louis Rams per una scelta del quarto e del sesto giro del Draft NFL 2015. Nei playoff 2018-2019, i Rams batterono i Cowboys e i Saints, qualificandosi per il loro primo Super Bowl dal 2001, perso contro i New England Patriots..

### Pittsburgh Steelers
Il 17 marzo 2019, Barron firmò un contratto biennale da 12 milioni di dollari con i Pittsburgh Steelers.

### Denver Broncos
Il 30 agosto 2020 Barron firmò un contratto annuale con i Denver Broncos.

## Palmarès

### Franchigia
- National Football Conference Championship: 1

Los Angeles Rams: 2018

### Individuale
- PFWA All-Rookie Team - 2012